# Pulsatilla styriaca
Pulsatilla styriaca är en ranunkelväxtart som först beskrevs av Pritzel, och fick sitt nu gällande namn av Simk.. Pulsatilla styriaca ingår i släktet pulsatillor, och familjen ranunkelväxter. Inga underarter finns listade i Catalogue of Life.

## Bildgalleri

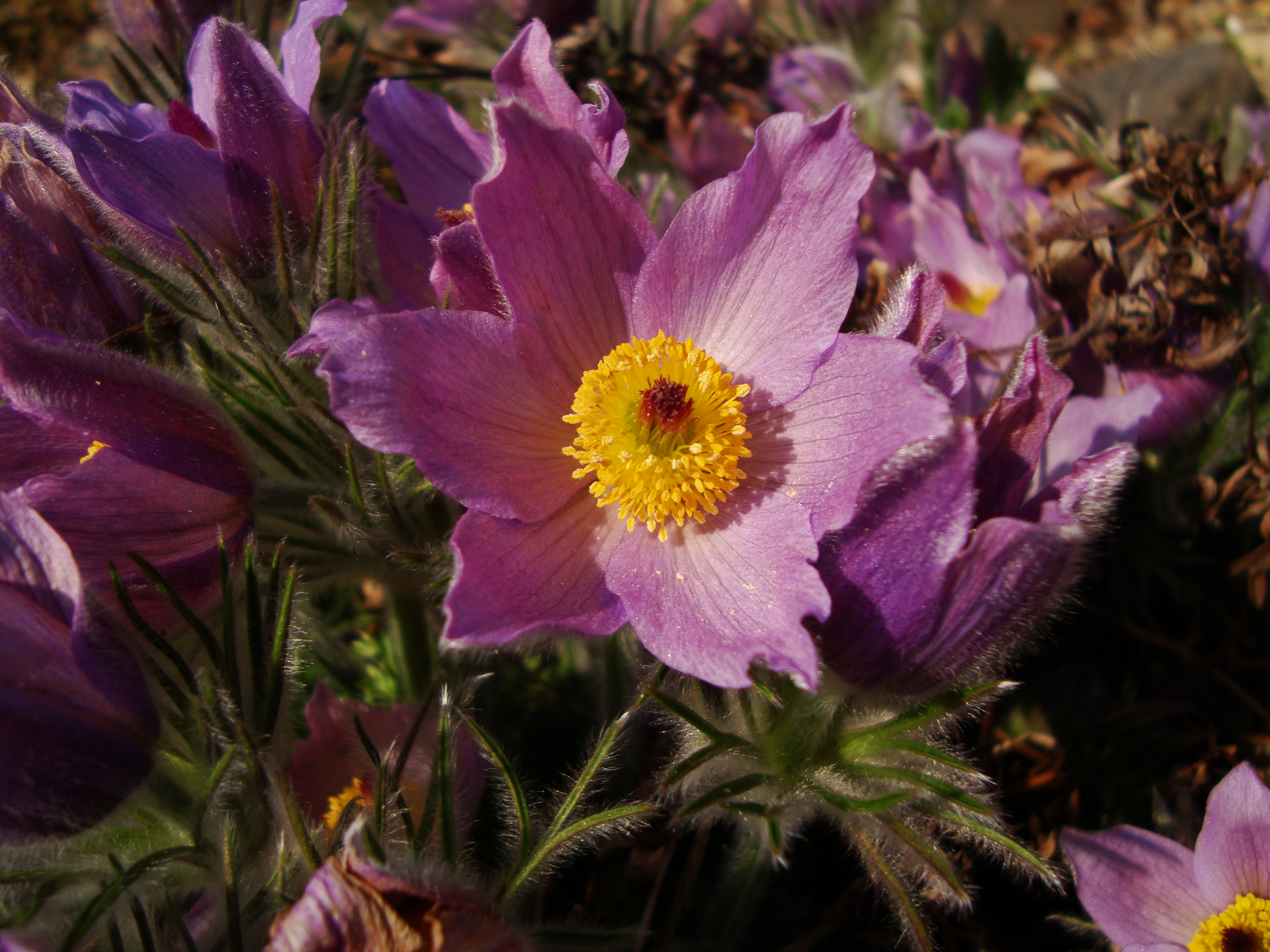